# Patones
Patones är en kommun i Spanien.  Den ligger i den autonoma regionen Madrid, i den centrala delen av landet, 60 km norr om huvudstaden Madrid. Antalet invånare är 602 (2024).
Patones är uppdelad mellan Patones de Arriba och Patones de Abajo. Den förstnämnda är ett exempel på arquitectura negra (”svart arkitektur”). Namnet kommer av att det dominerande materialet i hus och murar är svart pizarra. Tack vare detta välbevarade arv förklarades Patones som Bien de Interés Cultural.

## Historik
Efter spanska inbördeskriget skedde en avfolkning från Patones de Arriba ner till Patones de Abajo, som låg två kilometer längre  ner. Pantones de Arriba var svårtillgängligt, men hade varit bra för en befolkning som huvudsakligen ägnat sig åt jordbruk och boskapsuppfödning.  Under 1960-talet var Pantones de Arriba praktiskt taget avfolkat. Men under 1970-talet uppmärksammades områdets värde för turister, vilket gjorde att i Pantones de Arriba etablerades restauranger och hotell. Detta har sedan fortsatt och under veckosluten fylls orten av turister, vilket genererar vissa problem på grund av att platsen är liten.